# Deér József
Deér József (Budapest, 1905. március 4. – Bern, 1972. szeptember 26.) magyar történész, egyetemi tanár, a Magyar Tudományos Akadémia tagja.

## Élete és munkássága
Felsőfokú tanulmányait a budapesti Pázmány Péter Tudományegyetemen (ma ELTE) végezte. 1929-ben szerzett bölcsészdoktori oklevelet. 1928 és 1930 között a Bécsi Magyar Történeti Intézet ösztöndíjasa volt. 1930 és 1936 között az Országos Széchényi Könyvtár munkatársaként dolgozott. 1936 és 1940 között a szegedi egyetem nyilvános rendkívüli tanára lett, ahová Mályusz Elemér helyettesítésére hívta Hóman Bálint. A második bécsi döntés után 1940-1941-ben a kolozsvári egyetem közgazdaságtudományi karán a magyar történelem nyilvános rendes tanára volt. Ezután a József Nádor Műszaki és Gazdaságtudományi Egyetemen tanított. 1941–1945 között a Teleki Pál Tudományos Intézet keretében működő Magyar Történettudományi Intézet igazgatója, utána a budapesti tudományegyetemen adott elő a középkori magyar történelem tárgykörében.
A Magyar Tudományos Akadémia 1945. május 30-án levelező tagjává választotta. Székfoglaló előadásának témája a német nacionalizmus és a német történetírás volt.
1948-ban elhagyta az országot és Svájcban telepedett le, Bernben lett egyetemi tanár. Fő kutatási területe a korai és a késő középkori magyar és egyetemes történelem volt, amit nemzetközi távlataiban, szellemtörténeti megközelítésben tanulmányozott. Elmélyülten foglalkozott a Szent Korona történetével.

## Főbb munkái
- Magyarok és románok I-II., Bp., 1943–44 (tanulmánygyűjtemény Gáldi Lászlóval)
- Das Papsttum und die Süditalienischen normannen Staaten 1053–1212 (szerkesztő, Göttingen, 1969)
- A magyar törzsszövetség és patrimoniális királyság külpolitikája (Bp., 1928)
- Heidnisches und Christliches in der altungarischen Monarchie (Szeged, 1934, Darmstadt 1969)
- Die Anfänge der ungarisch-kroatischen Staatsgemeinschaft (Bp., 1936)
- Zsigmond király honvédelmi politikája (Pécs, 1936)
- Pogány magyarság – keresztény magyarság (Bp., 1938) (reprint kiadás 1993)
- L'evoluzione dell' idea dello stato ungherese (Roma, 1941)
- La formazione del regno d'Ungheria (Bp., 1943)
- The dynastic porfiry tombs of the Normann period in Sicily (Cambridge, 1959)
- Die heilige Krone Ungarns (Bécs, 1966)
- Papsttum und Normannen (Köln-Bécs, 1972)
- Byzanz und das abendländische Herrschertum. Ausgewählte Aufsätze (Sigmaringen, 1977)
- A magyarság a nomád kultúrközösségben. In: Magyar művelődéstörténet. I. Bp., 1939.; reprint kiadás Szekszárd, 1991, 1993
- A magyar királyság megalakulása. Bp., 1942
- Mittelalterliche Frauenkronen in Ost und West. Stuttgart, 1955
- Karl der Grosse und der Untergang des Awarenreiches. Düsseldorf, 1966
- Die Heilige Krone Ungarns. Wien, 1966. Magyarul: Magyarország Szent Koronája. Máriabesnyő-Gödöllő, 2005
- Királyság és nemzet. (Tanulmányok 1930-1947.) I-II. Szerk.: Bárány Attila. Máriabesnyő-Gödöllő, 2005

## Róla szóló irodalom
- Thomas von Bogyay: Dem Gedenken an József Deér. Ungarn-Jahrbuch, 1972
- Egy életmű adatokban. Deér Lajos munkássága. Aetas, 1990
- Fodor István: Pogány magyarság és keresztény magyarság. Honismeret, 1993.; Deér József emlékezete. Tanulmányok Deér József (1905-1972) professzor születésének centenáriumára. Szerk.: Koszta László. Szeged, 2006. Deér József műveinek bibliográfiájával (Capitulum II.)
- Deér József emlékezete. Tanulmányok Deér József (1905–1972) professzor születésének centenáriumára; szerk. Koszta László; JATEPress, Szeged, 2006 (Capitulum)